# Urbanización La Fresneda
La Fresneda es la urbanización más grande del Principado de Asturias, construida por la Constructora Los Álamos en el concejo de Siero. Sus primeros habitantes llegaron en 1987. En el año 2023, según datos del Instituto Nacional de Estadística, tiene una población de 4.707 personas. Es la tercera población con mayor número de habitantes de su concejo. Existe una considerable población de hecho que vive aquí pero que está empadronada en otras localidades como Oviedo, al igual que sucede con la vecina localidad de Lugones que se encuentra a 2 kilómetros. Dista 7 de Oviedo, 10 de Pola de Siero, la capital del concejo, y 16 de Gijón. Esta situación estratégica, en medio de las dos principales ciudades, ha propiciado su crecimiento y el establecimiento de muchos trabajadores de ambas ciudades, pues goza de unas comunicaciones envidiables por otras poblaciones de su tamaño, y acceso casi directo a las autopistas y autovías que unen ambas ciudades. 

## Historia
La Urbanización de La Fresneda es de reciente construcción. El plan parcial de La Fresneda fue aprobado en 1976 por la Comisión Provincial de Urbanismo, pero no fue hasta 1985 que el Ayuntamiento de Siero aprobara el proyecto. Los primeros pobladores llegaron en 1987 y en el año 1992 se inaugura la plaza mayor. En los 8 años siguientes se inaugurarán los primeros comercios (1993), la asociación de vecinos (1995), el primer centro de salud (1996), la iglesia (1997) y el colegio público (1999). En 2006 se iniciaron las obras de construcción de un nuevo centro de salud al quedar el primero desbordado por el crecimiento de la población. Estas obras terminaron en 2009. En 2007 se creó la Plataforma Vecinal de La Fresneda y el Centro cultural. En 2013 se hace un gran polideportivo, uno de los más complejos y modernos del concejo con una pista multideporte de gran tamaño con unas gradas de 500 personas de aforo con una cancha exterior de deporte street de fútbol y baloncesto 4vs4 con un gran y moderno gimnasio y muchas salas polivalentes donde se imparten diferentes clases de artes marciales y artes de realajación orientales. En 2008 se crea el centro de estudios. En 2021 se acabó de construir el Instituto La Fresneda.

## Infraestructura
La Fresneda dispone de uno de los clubes deportivos más importantes de la zona donde en más de una ocasión se ha celebrado el torneo nacional de paddle. También dispone de una Iglesia, de un Colegio Público de educación primaria, un Instituto de educación Secundaria, un nuevo centro de salud y un centro de estudios fruto del Plan E para salir de la crisis económica de 2008. Dispone así mismo de numerosos parques y un nuevo polideportivo inaugurado en enero de 2013.

## Deporte
Esta localidad acoge anualmente desde 2001 Las 24 Horas por Relevos de la Fresneda, un evento deportivo de fama regional a la que ya han acudido incluso campeones olímpicos. La prueba se desarrolla en la Milla del Ultrafondista José Manuel García, un circuito que transcurre por el Club de Campo y que goza de mucha popularidad entre los corredores locales. Existe un equipo de fútbol que juega en las divisiones regionales. Asimismo, el atletismo es otro deporte muy practicado, contando la urbanización con su propio club. En el ámbito del atletismo cabe destacar a las atletas del Oviedo Atletismo y de gran relevancia a nivel nacional Raquel Santos-Juanes Galache y Mariola Menéndez González que ocupan puestos titulares de 200ml y 400ml respectivamente en la Liga de Clubes de 1°División. En 2016 se cerro el campo de golf La Fresneda, están todos los greenes y las banderas quitadas, la Constructora los Álamos está tratando de vender el bar.

## Política
La Fresneda cuenta con su propio partido político, la Plataforma Vecinal de La Fresneda, con 2 concejales en el ayuntamiento de Siero tras haber obtenido 1900 votos en las elecciones municipales de 2011, un 7,11% del total del concejo. Su finalidad es evitar la marginación de esta localidad en el ayuntamiento, según sus defensores. En 2015 lograron un concejal.
Cuenta también con la Asociación de Vecinos de la Fresneda, una asociación sin ánimo de lucro encargada de la organización de multitud de eventos culturales, deportivos, ocio y entre ellos destaca la organización y control de las fiestas del Corpus de la Urbanización los días del 7 al 11 de junio, desempeñando la funciones de una Comisión de Fiestas.

## Economía
La Fresneda es una ciudad dormitorio sin demasiada actividad económica propia, la mayoría de su población trabaja en Oviedo que se encuentra a escasos kilómetros. Sin embargo, en su terreno se encuentra el Centro Comercial Azabache, con un Carrefour. También cuenta con varios pequeños comercios y un Alimerka de reciente construcción. Se encuentra cerca de los polígonos industriales de Silvota y Asipo, así como del centro comercial Parque Principado, que dispone de un Media Markt, un Eroski, un fnac, cines etc.

## Comunicaciones
La población está comunicada regularmente por autobús tanto con Oviedo como con Gijón. Existen 4 paradas de autobuses, y cada hora pasa un autobús que se dirige a Oviedo a través de Lugones. También existen servicios directos por autopista a horas puntuales. Los sábados hay un servicio de bus búho cada 2 horas que también visita las poblaciones vecinas.
El servicio regular Oviedo-Gijón por paradas también tiene una parada en La Fresneda. A diferencia del servicio con Oviedo, que está disponible en las 4 paradas, el servicio con Gijón solo se puede tomar en la parada de la plaza mayor.
Por último, también tiene disponibles servicios regulares con Lugo y Posada de Llanera, si bien la parada para tomarlo está en el vecino pueblo de Fonciello. La parada está a menos de 500 metros del pueblo.
En la vecina localidad de Lugones existe una estación de tren y servicios regulares con Oviedo cada 10-12 minutos (hora arriba, hora abajo).